# Macroscepis selloana
Macroscepis selloana är en oleanderväxtart som beskrevs av Fourn.. Macroscepis selloana ingår i släktet Macroscepis och familjen oleanderväxter. Inga underarter finns listade i Catalogue of Life.